# Будько Олександр Анатолійович
Олекса́ндр Анато́лійович Будько (1973—2014) — молодший сержант 169-го навчального центру Сухопутних військ Збройних Сил України, загинув в ході російсько-української війни.

## Короткий життєпис
Закінчив чернігівську ЗОШ № 16 міста Чернігова, інформаційно-технологічний ліцей № 16. Проходив військову службу, повітрянодесантні війська, по демобілізації працював монтажником-висотником. 31 липня 2014 року мобілізований командир відділення, 169-й навчальний центр Сухопутних військ.
16 листопада група з чотирьох військових із 169-го навчального центру вирушила на пошуки нових шляхів до блокпосту, позаяк територія навколо була замінована; зв'язок з ними обірвався. Подзвонив місцевий житель та сповістив, що бачив машину, котра підірвалася на фугасі. Тоді загинули усі члени екіпажу — Володимир Рвачов, підполковник Микола Яжук, майор медичної служби Віталій Вашеняк, солдат, Олександр Іщенко. 17 листопада 2014-го Олександр загинув під час поїздки за полеглими військовиками — автомобіль підірвався на протитанковому радіокерованому фугасі під селом Орлово-Іванівка. Тоді ж загинули молодший сержант Яніс Лупікс й сержант Анатолій Олійник, поранень зазнали Григорій Аксанов та Валерій Смілий.
Похований у місті Чернігів, кладовище Яцево.

## Нагороди та вшанування
- Указом Президента України № 282/2015 від 23 травня 2015 року, «за особисту мужність і високий професіоналізм, виявлені у захисті державного суверенітету та територіальної цілісності України, вірність військовій присязі», нагороджений орденом «За мужність» III ступеня (посмертно)[1].
- В травні 2015-го у Чернігівському інформаційно-технологічному ліцеї № 16 відкрито меморіальну дошку честі Олександра Будька.
- Рішенням міської ради міста Чернігова присвоєно почесне звання «Захисник України — Герой Чернігова» (посмертно)[2].
- 30 листопада 2021 року — Почесна відзнака Чернігівської обласної ради «За мужність і вірність Україні»[3].